# Rupi Kaur
Rupi Kaur (Panjabe, 4 de outubro de 1992) é uma poetisa feminista contemporânea, escritora e artista da palavra falada indiano-canadense. Ela é popularmente conhecida como Instapoet pela atenção que ela ganha online com seus poemas no Instagram. Ela publicou um livro de poesia e prosa intitulado "milk and honey" (Outros jeitos de usar a boca, no Brasil) em 2015. O livro aborda os temas violência, abuso, amor, perda e feminilidade. Em outubro de 2017, lançou a sua segunda obra "The Sun and Her Flowers" (O que o sol faz com as flores, no Brasil) Em novembro de 2020 publicou "home body" (Meu corpo minha casa, no Brasil), seu terceiro livro, que estreou em primeiro lugar nas principais listas de best-sellers do mundo.

## Vida
Rupi Kaur nasceu em Panjabe, Índia e imigrou com seus pais para Toronto, Canada, quando tinha 4 anos. Quando criança, foi inspirada por sua mãe a desenhar e pintar. Ela costumava escrever poemas para os seus amigos nos seus aniversários e mensagens para pessoas que ela se interessava. Ela estudou retórica e escrita profissional na Universidade de Waterloo, em Ontário. Ela atualmente reside em Brampton, Ontario com seus pais e quatro irmãos. Kaur e sua família se mudaram bastante, sete vezes no total, antes de pararem em Brampton.

## Trabalho
Kaur começou a sua carreira na poesia através de redes sociais como o Instagram e Tumblr. No começo achava que jamais conseguiria viver de poesia. Entre os seus trabalhos mais notáveis está a sua série fotográfica sobre menstruação, descrito como uma poesia visual visando desafiar tabus sobre a menstruação. Outros temas comuns encontrados nos seus trabalhos incluem abuso, feminilidade, amor e corações partidos.  Em outubro de 2015, Kaur publicou os seus trabalhos no livro Milk and Honey. Rupi Kaur disse que o empoderamento é o assunto sobre o qual ela mais gosta de escrever, pois "é como me tornar minha própria melhor amiga e dar a mim mesma os conselhos que preciso".  Rupi lançou mais dois livros com Andrews McNeel Publishing e Schuster Canada, o primeiro destes no outono de 2017. Em 2019 foi eleita a escritora da década pelo The New Republic No início de fevereiro de 2023, seu quarto livro, denominado "Cura pelas Palavras" (Healing Through Words) e desenvolvido a partir de oficinas ministradas durante a pandemia, foi lançado no Brasil pela editora Planeta. Ainda em sua primeira passagem pelo país, a artista realizou uma apresentação para o seu público no Memorial da América Latina, em São Paulo. 

## Inspiração
Rupi Kaur disse que ela tira inspiração nas histórias e experiências de outras pessoas. Ela é inspirada por escritoras como Anais Nin, Virginia Woolf, e Warsan Shire e começou a escrever poesia "seriamente" em novembro de 2013. Ela também tira inspiração de escrituras Sikh na sua escrita e na sua vida. A paixão de Rupi Kaur pela escrita começou quando ela era nova.  Kaur entrou em um concurso de fala e escrita no ensino fundamental. Ela também escrevia cartas para amigos e outras pessoas com quem se relacionava, e eventualmente começou um diário. Durante o ensino médio, ela anonimamente compartilhava seus escritos, e em 2013 ela começou a compartilhar o seu trabalho com o seu próprio nome no Tumblr. Kaur levou a sua escrita ao Instagram em 2014 e começou a adicionar ilustrações simples. Todos seus trabalhos são feitos inteiramente em letras minúsculas e a única pontuação que contem são pontos finais. Ela disse que decidiu escrever assim para honrar a sua cultura, porque na escrita  gurmukhi, só há um tipo de letra (não há maiúsculas e minúsculas) e somente pontos finais são usados. Ela diz que também aprecia a igualdade das letras e que seu estilo reflete sua visão de mundo.

## Milk and Honey
O primeiro livro de Kaur é uma antologia intitulada Milk and Honey (leite e mel). Uma antologia de poesias, prosa e ilustrações, o livro é dividido em quatro capítulos, cada um com um tema diferente. As seções estão intituladas "the hurting" (a dor), "the loving" (o amor), "the breaking (a ruptura)", e "the healing" (a cura). Kaur originalmente publicou de maneira autônoma seu livro na Amazon em 2014, mas foi tão popular que uma editora, Andrews McNeel Publishing, decidiu adotá-lo para uma segunda impressão em outubro de 2015. O livro esteve nas listas de mais vendidos de literatura canadense na Amazon, entre escritores como Margaret Atwood. Também foi o segundo livro mais vendido da Amazon na categoria poesia. A coletânea também foi um bestseller da lista do New York Times e permaneceu ali por 25 semanas consecutivas. Em outubro de 2016, havia vendido meio milhão de cópias. Milk and Honey foca em temas como amor, perda, trauma, violência, feminilidade e cura.

## Controvérsia
Em março de 2015, como parte de um projeto fotográfico para a universidade, Kaur postou uma foto sua deitada na cama com uma mancha de sangue menstrual em sua roupa no Instagram. O Instagram removeu a imagem duas vezes porque a imagem não "seguia (suas) Diretrizes da Comunidade." A imagem fazia parte de uma série fotográfica sobre menstruação para tirar estigmas e tabus acerca da menstruação. Kaur levou ao Facebook e criticou a ação do Instagram dizendo, "Obrigada Instagram por fornecer a resposta exata que meu trabalho foi criado para criticar. Vocês deletaram a minha foto duas vezes, afirmando que ia contra as diretrizes da comunidade. Eu não vou pedir desculpas por não alimentar o ego e orgulho de uma sociedade misógina que terá o meu corpo em uma roupa íntima, mas não está de acordo com um pequeno vazamento quando as suas páginas estão cheias de incontáveis fotos/contas onde mulheres (muitas menores de idade) são objetificadas, pornificadas e tratadas como menos que humanas."
A imagem no Facebook foi compartilhada por milhares, se tornou viral e virou notícia pelo mundo. Mais tarde, o Instagram restaurou a sua imagem e pediu desculpas, afirmando ter deletado por engano.
No início de 2022, a poetisa teve a sua principal obra, o livro Milk and Honey, banido em escolas do Texas por conta de temas como agressão sexual e violência serem abordados em seus poemas. Em entrevista para o canal ABC News Live, a autora disse que teve seu coração partido pelo acontecido e que "Proibir livros é proibir cultura e experiências para todos". 

## Reconhecimento
É uma das 100 Mulheres da lista da BBC de 2017.
Eleita escritora da década pelo The New Republic.